# 문인 (정치인)
문인(文寅, 1953년 8월 3일~)은 대한민국의 정치인이다. 제17·18대 광주 북구청장이다. 2018년 선거에서 당선되었으며, 2022년 재선되었다.

## 학력
- 1971 광주교육대학교 부속국민학교 졸업
- 1974 살레시오중학교 졸업
- 1977 광주제일고등학교 졸업
- 1981 한양대학교 토목공학 학사
- 1986 한양대학교 대학원 토목공학 석사
- 2002 전남대학교 대학원 토목공학 박사

## 경력
- 2000.03~2001.02: 광주광역시청 월드컵추진기획단 단장
- 2001.02~2004.12: 광주광역시청 지하철건설본부 본부장, 건설국 국장
- 2005.01~2006.12: 광주광역시 북구 부구청장
- 2006.12~2009.12: 광주광역시청 자치행정국 국장
- 2010.01~2010.10: 광주광역시청 상수도사업본부 본부장
- 2010.10~2011.08: 광주광역시청 의회사무처장
- 2011.08~2012.08: 광주광역시청 기획조정실 실장
- 2012.10~2014.11: 국토교통부→안전행정부 정부청사관리소 소장
- 2014.11~2015.04: 행정자치부 정부청사관리소 소장
- 2015.04~2016.10: 제17대 광주광역시 행정부시장
- 2016.10~2017.10: 서민금융진흥원 상임이사
- 2018.07~: 제17·18대 민선 7·8기 광주광역시 북구청장(초선)
- 2020.09~2022.06: 전국시장·군수·구청장협의회 감사 겸 지역공동회장 겸 광주 협의회장

## 역대 선거 결과
|  | 77.21% |

|  | 84.27% |

## 같이 보기
- 광주광역시 부시장
- 광주 북구청장